# 1915 Quetzálcoatl
1915 Quetzálcoatl eller 1953 EA är en asteroid i huvudbältet som korsar Mars omloppsbana. Den upptäcktes den 9 mars 1953 av den amerikanske astronomen Albert G. Wilson vid Palomarobservatoriet. Den har fått sitt namn efter Quetzalcóatl i aztekisk mytologi.
Asteroiden har en diameter på ungefär 0,5 kilometer och den tillhör asteroidgruppen Amor.